# Scotinella minnetonka
Scotinella minnetonka är en spindelart som först beskrevs av Chamberlin och Willis J. Gertsch 1930.  Scotinella minnetonka ingår i släktet Scotinella och familjen flinkspindlar. Inga underarter finns listade i Catalogue of Life.